# MPEG transport stream
MPEG transport stream (MPEG-TS) è un formato di file contenitore digitale per la trasmissione e la memorizzazione di audio, video e dati PSIP. È utilizzato in ambito DVB, ATSC e IPTV.